# Åkersberga
Åkersberga ist eine Ortschaft (tätort) in der schwedischen Provinz Stockholms län und Hauptort der Gemeinde Österåker. Zwischen 1974 und 1983 war Åkersberga Hauptort der Gemeinde Vaxholm.

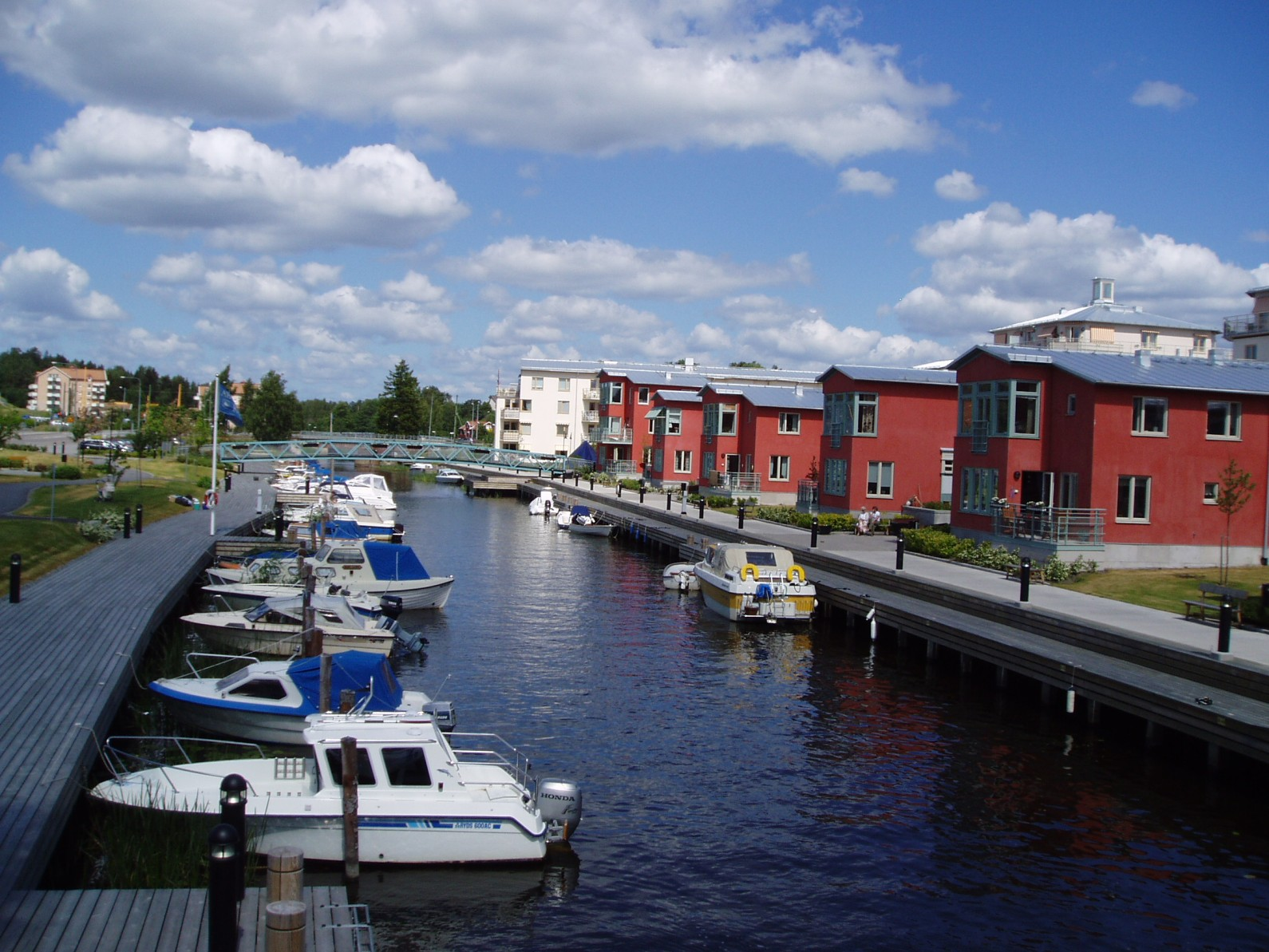
Kanal in Åkersberga
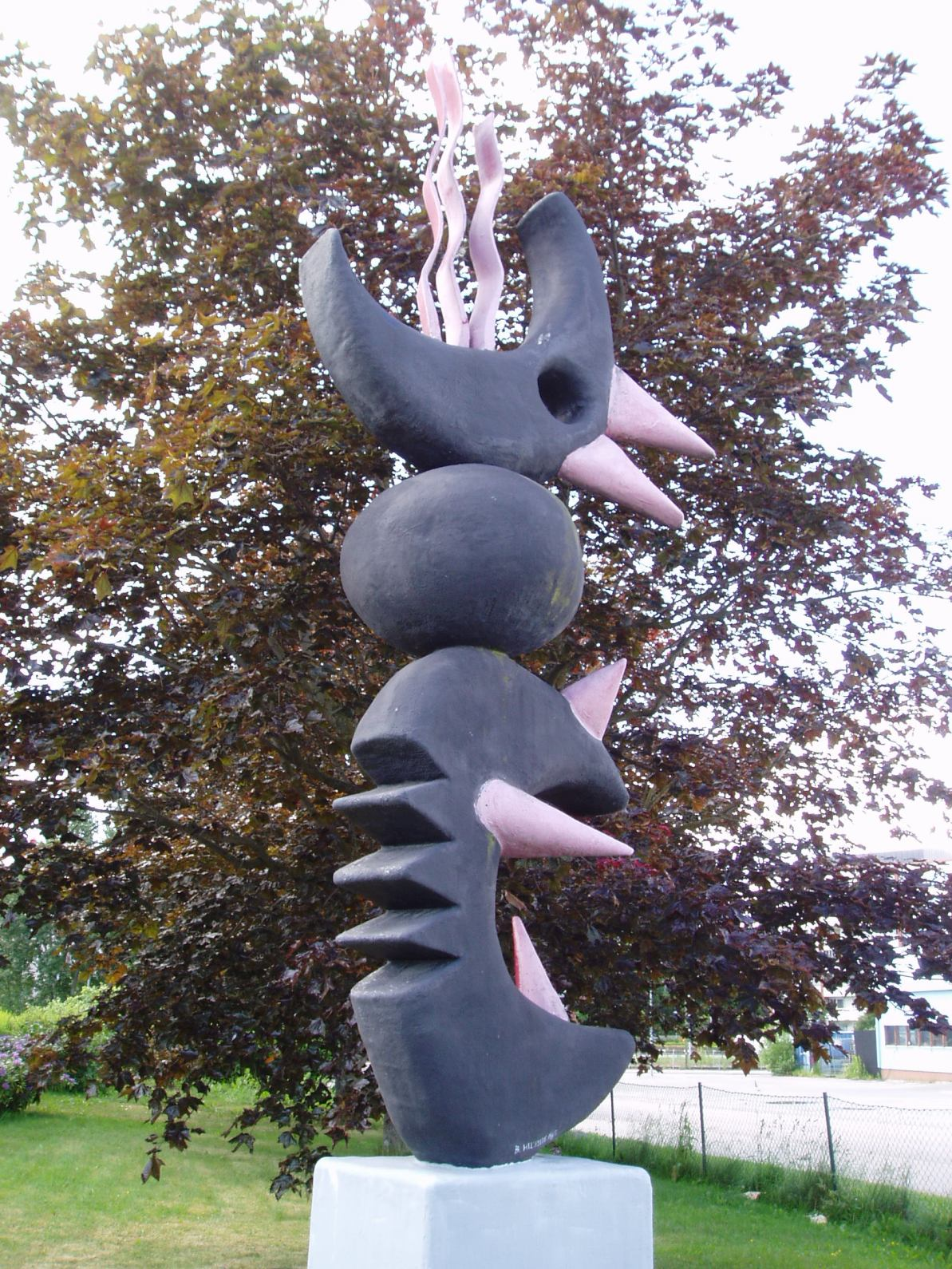
Skulptur beim Feuerwehrhaus

## Geschichte
Åkersberga hat eine relativ kurze Geschichte und verdankt seine Entstehung hauptsächlich der Einrichtung der Eisenbahnlinie Södra Roslags Kustbana und der Nähe zu Stockholm. 1901 wurde beim Gutshof Berga eine Bahnstation eingerichtet. Um eine Verwechslung mit anderen Orten gleichen Namens zu vermeiden, erhielt die Station die Bezeichnung Åkers Berga, da sie sich in der ehemaligen Verwaltungszone Åkers skeppslag befand. Später entwickelte sich daraus der heutige Name. Bis kurz nach dem Zweiten Weltkrieg war die Umgebung der Station zu einer städtischen Siedlung herangewachsen.
Seit 2015 gehören die zuvor eigenständigen Orte Hagbyhöjden und Norrö zum Tätort Åkersberga, während das im Osten des Ortes gelegene Spånlöt als neuer Tätort ausgegliedert wurde.

## Verkehr

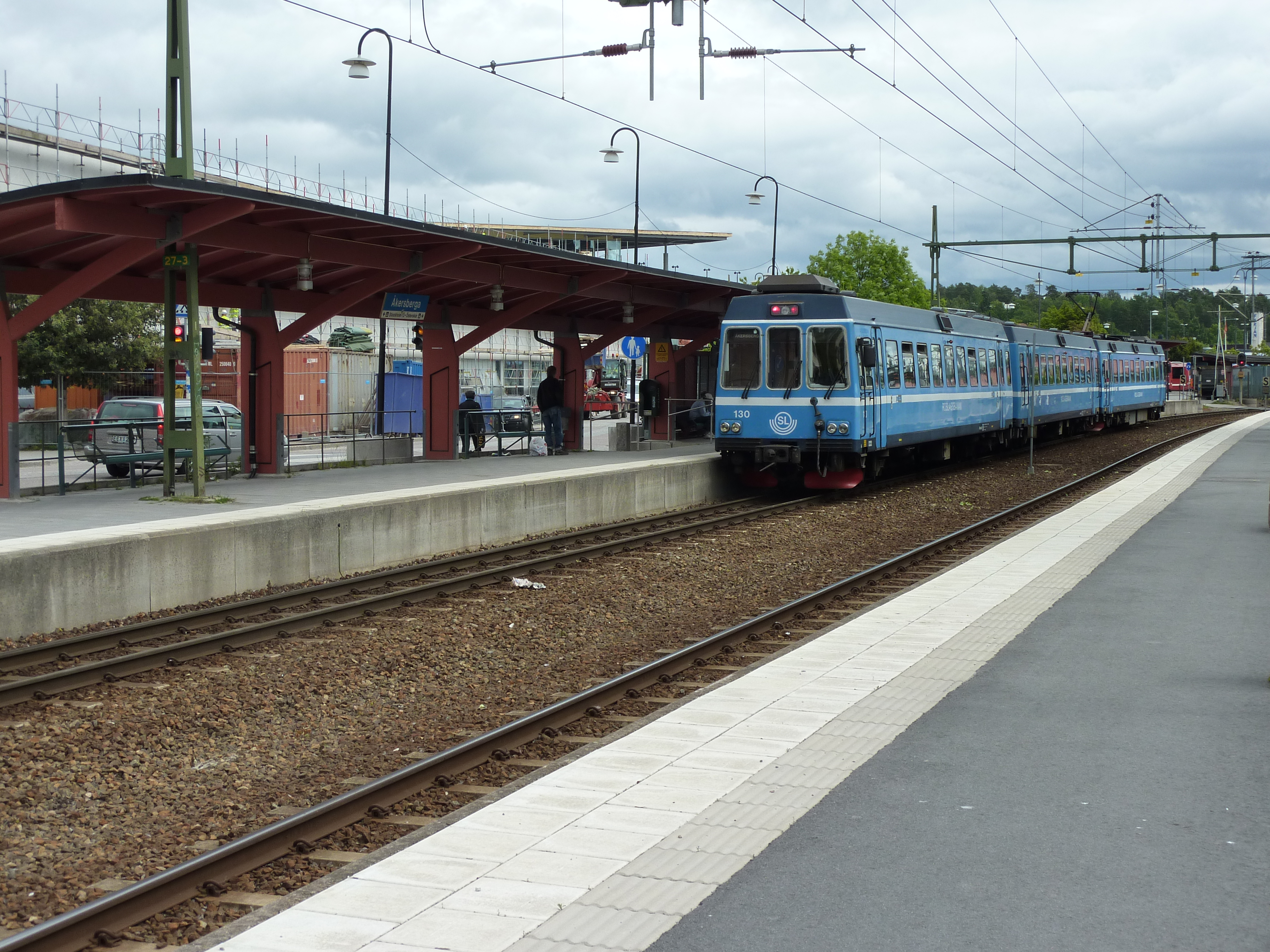
Bahnhof Åkersberga (2010)

Durch Åkersberga verläuft der Länsväg 276. Mit der als Roslagsbanan bezeichneten Bahnlinie L28, die im Ortsteil Österskär ihren Endpunkt hat, ist der Ort an das ÖPNV-Netz Stockholms angeschlossen.

## Söhne und Töchter der Stadt
- Ola Andersson (* 1966), Fußballspieler
- Patrik Sundberg (* 1975), Freestyle-Skier
- Mattias Gustafsson (* 1978), Handballspieler
- Alexander Östlund (* 1978), Fußballspieler
- Loreen (* 1983), schwedische Sängerin